# Holometabolismo
Holometabolismo, também denominado metamorfose completa, é um termo aplicado para nomear o tipo específico de desenvolvimento observado em um grupo de insetos que inclui quatro estágios de vida – a fase de ovo ou embrionária, a fase larval, a fase de pupa e a fase de imago ou adulta. O holometabolismo é sinapomorfia do clado Endopterygota.  Este tipo de desenvolvimento dá à prole a vantagem de não competir com os adultos por recursos ecológicos já que seus nichos ecológicos não são os mesmos devido aos diferentes padrões de morfologia e também fisiologia em cada estágio do ciclo de vida.

## Estágios

### Embrião
O primeiro estágio vai da fertilização dos ovos até a eclosão dos ovos. O inseto inicia seu desenvolvimento como uma única célula até eclodir na forma de larva.

### Larva
Vai da eclosão dos ovos até a formação da pupa larvar. Neste estágio, o bicho geralmente se apresenta na forma de vermes, embora haja uma grande diversidade de padrões: eruciforme (lagarta), escarabeiforme (típica dos besouros), campodeiforme, elateriforme ou vermiforme. Este estágio é geralmente caracterizado por crescimento exponencial e grande acúmulo de energia para a metamorfose na fase pupar.

### Pupa
Esta fase vai desde a formação do casulo até a eclosão do indivíduo adulto. Neste estágio o organismo do inseto se modifica drasticamente e o inseto depende apenas da energia acumulada na fase larvar.

### Imago
O adulto holometábolo possui órgãos reprodutivos funcionais e, geralmente, asas: pode tanto ser uma fase efêmera apenas destinada à reprodução como o estágio mais longo da vida do inseto a depender do táxon.

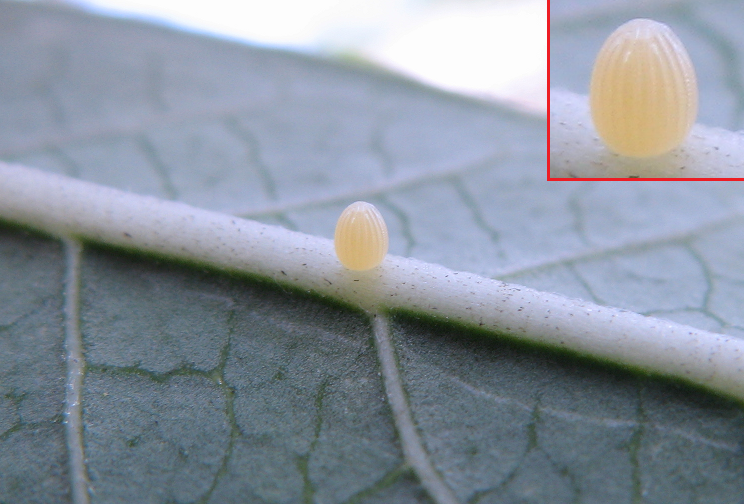
Ciclo de vida da borboleta-monarca: ovo
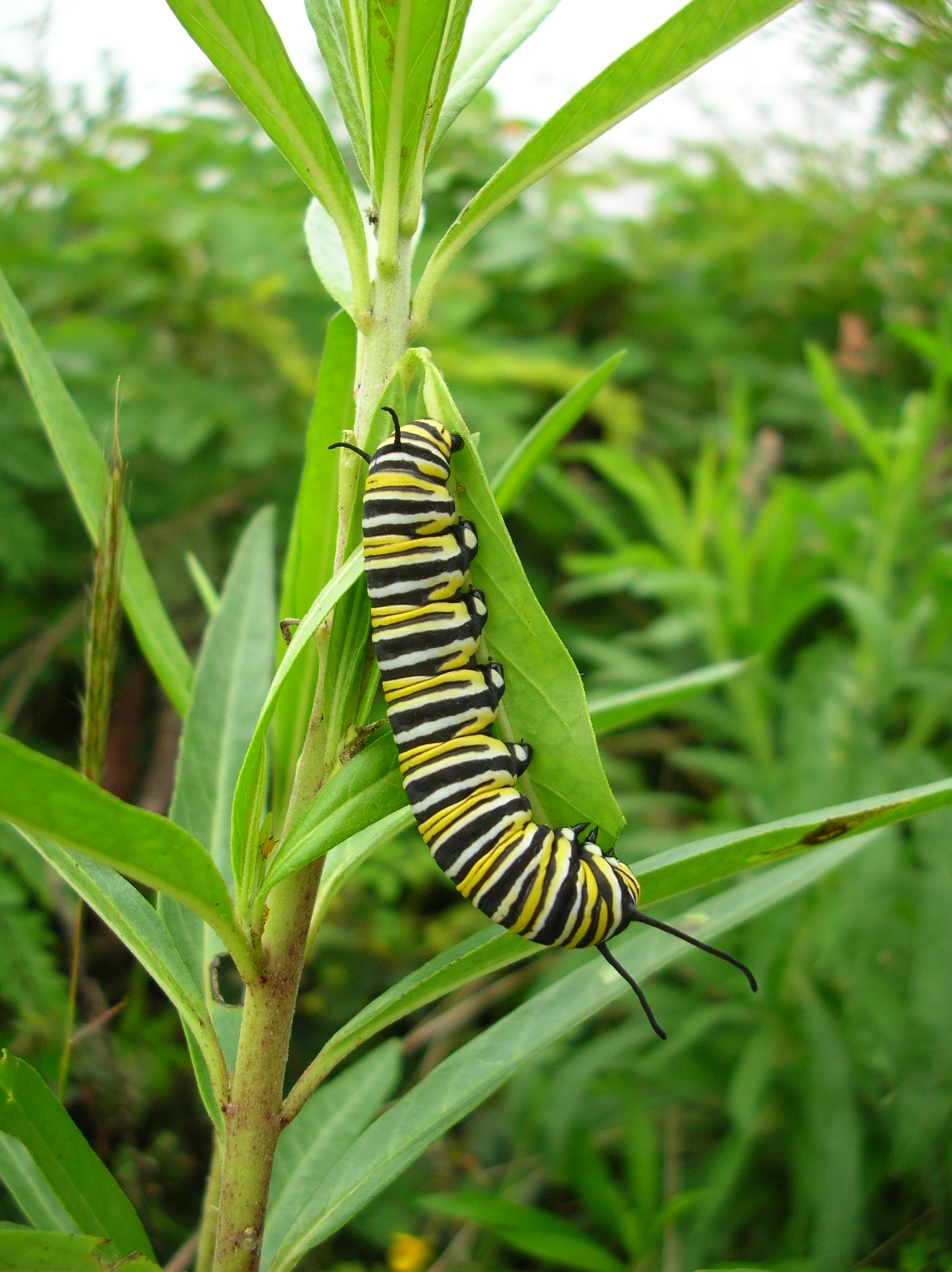
Larva
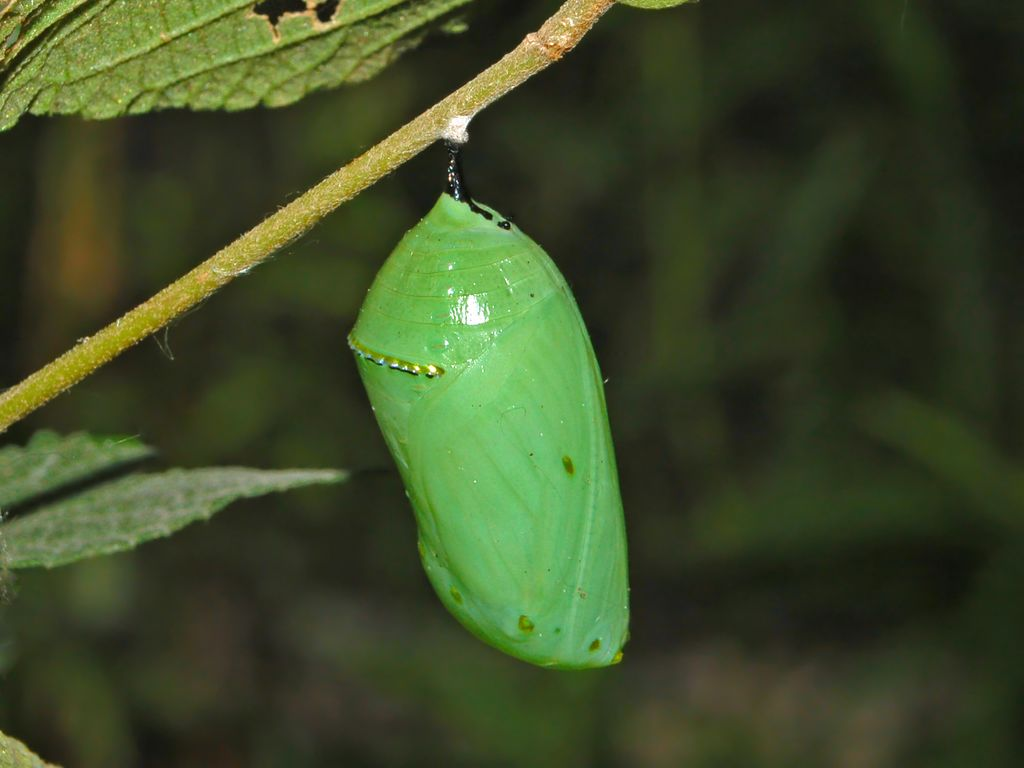
Pupa
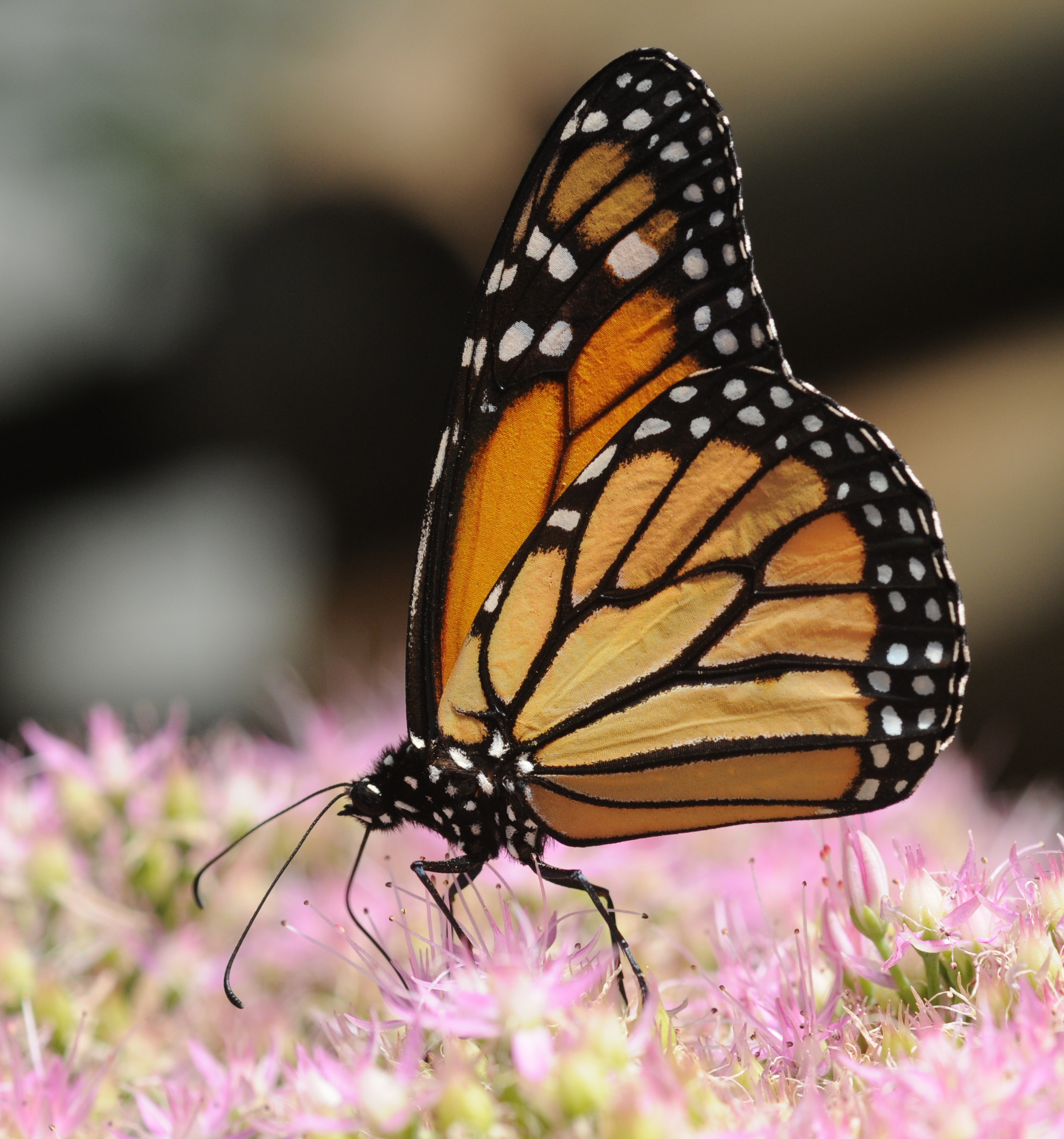
Fase adulta

## Ordens

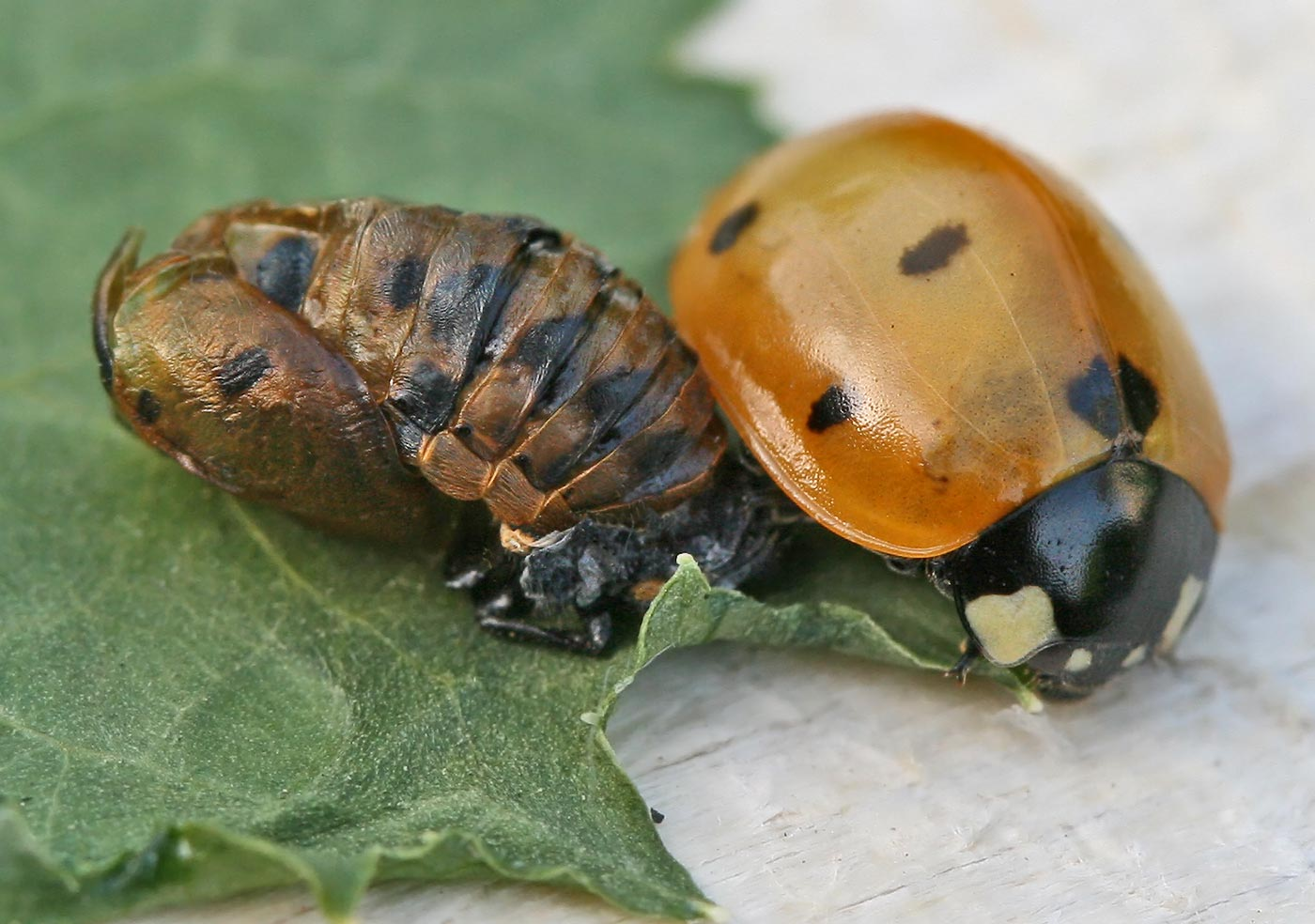
Uma joaninha que acabou de passar pelo último estágio de metamorfose fotografada ao lado de seu casulo.

As ordens que contêm espécies holometábolas são:
- Coleoptera – Besouros
- Diptera – Moscas
- Hymenoptera – Formigas, abelhas, vespas e marimbondos
- Lepidoptera – Borboletas e mariposas
- Mecoptera – Moscas-escorpião
- Megaloptera – Alderflies, dobsonflies e fishflies
- Miomoptera – Grupo fóssil
- Neuroptera
- Protodiptera – Grupo fóssil
- Raphidioptera
- Siphonaptera
- Strepsiptera
- Trichoptera